# شيجيمارو تاكيونكوشي
شيجيمارو تاكيونكوشي (竹腰 重丸) (ولد 15 فبراير 1906 - 6 اكتوبر 1980) هو لاعب كرة قدم ومدرب ومدير فني وحكم ياباني شارك في دورة الألعاب الأولمبية الصيفية عام 1956 كمدرب في ملبورن.

## روابط خارجية
- شيجيمارو تاكيونكوشي على موقع ناشيونال فوتبول تيمز (الإنجليزية)
- شيجيمارو تاكيونكوشي على موقع Soccerway.com (الإنجليزية)
- شيجيمارو تاكيونكوشي على موقع عالم كرة القدم.نت (الإنجليزية)
- شيجيمارو تاكيونكوشي على موقع أوليمبيديا (الإنجليزية)

1. ↑  "معلومات عن شيجيمارو تاكيونكوشي على موقع viaf.org". viaf.org. مؤرشف من الأصل في 2019-03-26.
2. ↑  "معلومات عن شيجيمارو تاكيونكوشي على موقع id.ndl.go.jp". id.ndl.go.jp. مؤرشف من الأصل في 2019-03-26.
3. ↑  "معلومات عن شيجيمارو تاكيونكوشي على موقع national-football-teams.com". national-football-teams.com. مؤرشف من الأصل في 2020-03-13.

- Japan Football Association official site
- Profile at Archive.footballjapan.jp